# آن شيرلي (ممثلة)
آن شيرلي (بالإنجليزية: Anne Shirley)‏ هي ممثلة أمريكية، ولدت في 17 أبريل 1918 بنيويورك في الولايات المتحدة، وتوفيت في 4 يوليو 1993 بلوس أنجلوس في الولايات المتحدة بسبب سرطان الرئة. بدأت مشوارها المهني سنة 1922.

## أعمال

### أفلام
- (1941) الشيطان ودانييل وبستر

## ترشيحات
- جائزة الأوسكار لأفضل ممثلة مساعدة

## وصلات خارجية
- آن شيرلي على موقع IMDb (الإنجليزية)
- آن شيرلي على موقع ألو سيني (الفرنسية)
- آن شيرلي على موقع أول موفي (الإنجليزية)
- آن شيرلي على موقع قاعدة بيانات الأفلام السويدية (السويدية)
- آن شيرلي على موقع إن إن دي بي (الإنجليزية)
- آن شيرلي على موقع قاعدة بيانات الفيلم (الإنجليزية)
- آن شيرلي على موقع كينوبويسك (الروسية)